# Digertjärnen (Stuguns socken, Jämtland)
Digertjärnen är en sjö i Ragunda kommun i Jämtland och ingår i Indalsälvens huvudavrinningsområde.